# Toshiaki Toyoda
Toshiaki Toyoda (豊田利晃, Toyoda Toshiaki) (nascut el 10 de març de 1969, a Osaka) és un director de cinema i guionista japonès.

## Carrera
Nascut a la prefectura d'Osaka, Toyoda va ser primer un prodigi en el joc de shogi o escacs japonesos. Va assistir a l'aprenentatge (Shōreikai) de l'Associació de Shogi del Japó des dels 9 anys amb l'objectiu de convertir-se en un jugador professional. Però el seu interès es va convertir en el cinema quan tenia 17 anys. Es va traslladar a Tòquio als 21 anys, va començar a treballar amb el productor Genjirō Arato i el director Junji Sakamoto, ajudant aquest últim en la pel·lícula relacionada amb el shogi Ōte, a qui va ajudar a escriure el guió. Va debutar com a director amb la pel·lícula Pornostar l'any 1999, pel·lícula que li va valer el Premi del Sindicat de Nous Directors del Japó. La seva carrera va continuar augmentant a través de pel·lícules com Blue Spring i 9 Souls, però va patir un revés quan va ser arrestat per càrrecs de drogues just abans de l'estrena de Hanging Garden el 2005. Va reprendre la direcció amb la pel·lícula del 2009 The Blood of Rebirth.

## Filmografia selecta
- Oute (王手, Oute) (1991) guió
- Biliken (ビリケン, Biriken) (1996) guió
- Pornostar (ポルノスター, Porunosutā) (1999)
- Blue Spring (青い春, Aoi haru) (2001)
- 9 Souls (ナイン・ソウルズ, Nainu sōruzu) (2003)
- Hanging Garden (空中庭園, Kūchū teien) (2005)
- The Blood of Rebirth (蘇りの血, Yomigaeri no chi 2009)
- Monsters Club (モンスターズクラブ, Monsutāzu kurabu) (2012)
- I'm Flash! (アイム・フラッシュ！, Aimu Furasshu) (2012)
- Crows Explode (2014)
- The Miracle of Crybaby Shottan (2018)
- Noroshi ga Yobu (2019)
- Hakai no Hi (2020)
- Go Seppuku Yourselves (2021)[6]
- Transcending Dimensions (2024)[7]

## Vídeos musicals
- "Kimi to Iu Hana" (Asian Kung-Fu Generation)
- "Siren" (Asian Kung-Fu Generation)
- "Ato 10 Byō de"(Art-School)
- "Lost in the Air" (Art-School)
- "Hakkō" (Rosso)
- "Sangatsu" (Does)